# Tessa à la pointe de l'épée
Tessa à la pointe de l'épée (Queen of Swords) est une série télévisée d'aventure canadienne co-produite avec l'Espagne, le Royaume-Uni et la France créée par David Abramowitz et diffusée entre le 7 octobre 2000 et le 2 juin 2001 en syndication aux États-Unis et sur le réseau Global au Canada.
En France, elle a été diffusée à partir du 21 juillet 2002 sur M6 puis rediffusé sur Série Club et TF6, et au Québec à partir du 27 août 2003 à Séries+.

## Synopsis
En 1817, une jeune aristocrate espagnole, Tessa Alvarado (Tessie Santiago), revient dans sa Californie natale après la mort de son père. Elle trouve sa demeure en ruine et le domestique de son père réduit à la mendicité pour survivre. La ville où la jeune femme est née est désormais dirigée par un gouverneur sans foi ni loi. Au cours d'un sommeil, elle a la vision de son père décédé lui révélant où se trouve sa fortune cachée. Il lui annonce son destin : devenir son "Ange Vengeur". Elle prend les armes pour protéger les habitants du pueblo contre l'oppresseur. Derrière un masque, Tessa devient la Reine des épées.

## Distribution

### Acteurs principaux
- Tessie Santiago (VF : Véronique Soufflet) : Doña Maria Teresa « Tessa » Alvarado / la Reine des épées
- Anthony Lemke (VF : Bernard Gabay) : Capitaine Marcus Grisham
- Paulina Gálvez (VF : Claudine Grémy) : Marta
- Valentine Pelka (VF : Jean Barney) : Col. Luis Ramirez Montoya
- Elsa Pataky (VF : Laura Blanc) : Vera Hidalgo
- Peter Wingfield (VF : Luc Bernard) : Dr Robert Helm
- Tacho González (VF : Alain Flick) : Don Gaspar Hidalgo

 Source et légende : version française (VF) sur RS Doublage

### Invités
Bo Derek, David Carradine, Lee Sung-hi, Cyrielle Clair, Elizabeth Gracen, et Ralf Moeller.
Acteurs britanniques ayant joué des rôles d'espagnols : Valentine Pelka (le colonel Montoya), Ed Stoppard (ambassadeur Ramirez), Grant Russell (Oncle Alejandro), Freddy Douglas (Ramon), Dan Fredenburgh (Tedora Selvera), Richard Clifford (The Viceroy), Steve Emerson (Padre Quinterra), Stephen Billington (Bernardo), Oliver Haden (Leonardo), Alex Hassell (Andreo Rey), Neil Newbon (Anton), Frank Barrie (Gonzalo), et Darrell D'Silva (Armando). Yasmin Bannerman a joué un esclave noir (Agatha) et Burt Kwouk a joué un prêtre guerrier japonais. D'autres acteurs britanniques inclus Peter Wingfield (le docteur Helm), James Innes-Smith (Latham), Edward Hughes (Ian Latham), Michael Culkin (Edward Wellersley), Simon MacCorkindale (Capitaine Charles Wentworth), Amanda Batty (Camila Wentworth), et Darren Tighe (Fenner).

## Épisodes
1. Le Destin de Tessa (Destiny) : Tessa stoppe son entraînement à l'épée avec son mentor à Madrid. Elle reçoit une lettre tragique de son père que Marta (sa servante) lui transmet. Dès lors, la jeune femme part en Californie pour faire son deuil et en savoir plus sur les circonstances de son décès. Les choses ont bien changées voir un peu trop même. Peu de temps après son arrivée dans le village, elle assiste impuissante à l'exécution de Carlos, l'ancien serviteur de son père qui était obligé de voler pour survivre, fusillé par les soldats. Tessa rencontre pour la première fois le Colonel et son Capitaine.
2. Danger de mort (Death to the Queen) : Les soldats espagnols traitent mal les ouvriers travaillant dans les mines. Tessa intervient. Durant la bataille, elle est gravement blessée. Nez à nez avec Grisham, elle se jette à l'eau depuis une falaise.
3. L'Épidémie (Fever) : Un malheureux paysan est enrôlé de force par les soldats de Grisham car une épidémie a décimé une bonne partie de ses hommes. L'homme meurt en une journée alors que la maladie est censée mettre fin à la vie de ses victimes en cinq jours d'après le docteur. La maladie frappe également le village et le Colonel Montoya. Le Docteur explique au colonel que quelqu'un souhaite l'assassiner en empêchant le docteur de concocter le remède. Le militaire ne manquera pas de remettre les pendules à l'heure à l'inconscient.
4. Vengeance (Vengeance) : Le village célèbre la fête de la moisson. Une dispute éclate entre deux hommes. L'un des deux est assassiné. Son fils qui dansait avec Tessa, finit par apercevoir l'autre homme se dresser devant lui à quelques mètres de distance.
5. L'Ombre du témoin (The Witness)
6. Mon meilleur ennemi (Duel with a Stranger)
7. Rebelles (Running Wild)
8. Au nom du père (Honor thy Father)
9. Reine contre reine (Counterfeit Queen) : La Reine des épées attaque une diligence où se trouve Vera. Le Colonel Montoya la capture en lui enlevant son masque. À sa grande surprise, il ne la connaît pas. Décidant de ne pas l’exécuter, il compte utiliser l'usurpatrice pour avoir la vraie.
10. Le Serpent (The Serpent) : Un bandit dangereux se faisant appeler le Serpent, que le Dr Helm a soigné, compte tuer le Docteur qu'il pense être dans le camp de la Reine des épées.
11. Le Pacte (The Pact) : Montoya et Tessa sont mis au courant au sujet d'un trésor secret dont Don Gaspar connaît l'existence.
12. L'Émissaire (The Emissary) : Un envoyé du Roi joue les plus malins en narguant les autorités locales. Il désire empocher la récompense de la capture de la justicière.
13. Les Secrets du passé (Kidnapped) : Vera a été enlevée provoquant la colère du noble. Le ravisseur souhaite une rançon que Don Gaspar ne peut payer. Montoya paye mais il ne le fait pas gratuitement. Le ravisseur est un ancien amoureux de la jeune femme.
14. Pour l'honneur (The Uncle)
15. La Fuite (Runaways)
16. La Corde au cou (The Hanged Man) : Pendant que le Colonel Montoya quitte la ville, une ancienne connaissance assez froide du Capitaine Grisham refait surface au village pour en profiter. L'individu n'est pas venu seul. Il exige de l'or que les femmes riches doivent lui donner sinon il tuera leurs maris. Cerise sur le gâteau, il est prêt à faire exploser la diligence de Montoya. L'étranger est suffisamment inquiétant pour que Marta vient à en faire des cauchemars.
17. Amour volé (The Return) : Un homme que Marta a aimé la retrouve. Il devra fuir car il est recherché en tant que criminel à cause d'un soi-disant ami qui a mal tourné. Marta ne sais pas si elle doit le suivre ou rester avec Tessa.
18. Faux Semblants (The Pretender)
19. Un cœur trop grand (Takes a Thief) : Deux voleurs veulent se faire engager par le Colonel Montoya en lui livrant la Reine des épées (attirés par la coquette somme de la récompense). Au départ, l'officier se montre peu intéressé mais change d'avis en visualisant leurs prouesses contre ses soldats. L'un des bandits tisse des liens forts avec Marta et Tessa. L'un d'eux est pris au piège par Montoya. Tessa s'allie avec son ami pour le délivrer d'une mort certaine.
20. Le Dragon (The Dragon)
21. Face à face (End of Days) : Grisham et la Reine des épées se retrouvent piégés dans une mine et risquent d'y mourir face au manque d'oxygène. C'est l'occasion pour eux de se dire ce que chacun pense de l'autre.
22. Trahison (Betrayed) : Vera tombe à cheval après s'être mêlé à un combat où s'opposaient Tessa et le capitaine Grisham. Grisham (qui entend Don Gaspar dire qu'il tuera la personne qui a blessé sa femme) ment en affirmant que la Reine des épées s'en est prise à elle. Le Colonel Montoya profite de l'occasion pour demander aux nobles l'attribution des pleins pouvoirs pour prendre le contrôle du village.

## Autour de la série

### Personnages

#### Rafael Alvarado
Il est un ancien noble et le père de Tessa. Il est une des nombreuses victimes du Capitaine Grisham.

#### Colonel Luis Montoya
C'est un militaire corrompu attiré principalement par le pouvoir et la richesse.Il se débarrasse des gêneurs qui peuvent contribuer à lui faire perdre sa position (dont l’émissaire).

#### Capitaine Marcus Grisham
Grisham est un militaire également corrompu, brutal parfois déloyal envers son Colonel, qui aimerait devenir le Colonel cependant il se voit malgré tout contraint de lui obéir. Lorsqu'il se bat, il agit souvent par lâcheté.

#### Docteur Robert Helm
C'est un ancien soldat marqué par la guerre qui a voulu se reconvertir en tant que médecin pour sauver des vies. Il n'apprécie pas le Colonel et plus particulièrement son subordonné le Capitaine Grisham avec qui il se bagarre quelques fois.

#### Vera Hidalgo
Elle est la femme du noble Don Gaspar mais également la maîtresse du Capitaine Grisham.

#### Don Gaspar Hidalgo
Don Gaspar est un vieil ami du père de Tessa. Il est régulièrement énervé contre le Colonel dont il désapprouve les méthodes.

### Musique
- La musique a été composée par Phillip Stanger
- Rédacteur en chef musical : Kevin Banks
- Musique supplémentaire : John Herberman
- Le thème de la série chanté par José Feliciano
- Composé par Spencer Proffer et Steve Plunkett (BMI)

Seul le dernier couplet est dans le titre d'ouverture. La version complète non publiée en anglais chanté par José Feliciano avec Spencer Proffer et Steve Plunkett et une vidéo promotionnelle de José Feliciano en espagnol, mais plus jamais publié  filmé par Tom Laurie à la Texas Hollywood Studios, Tabernas, Almería, en Espagne.

## Notes de production

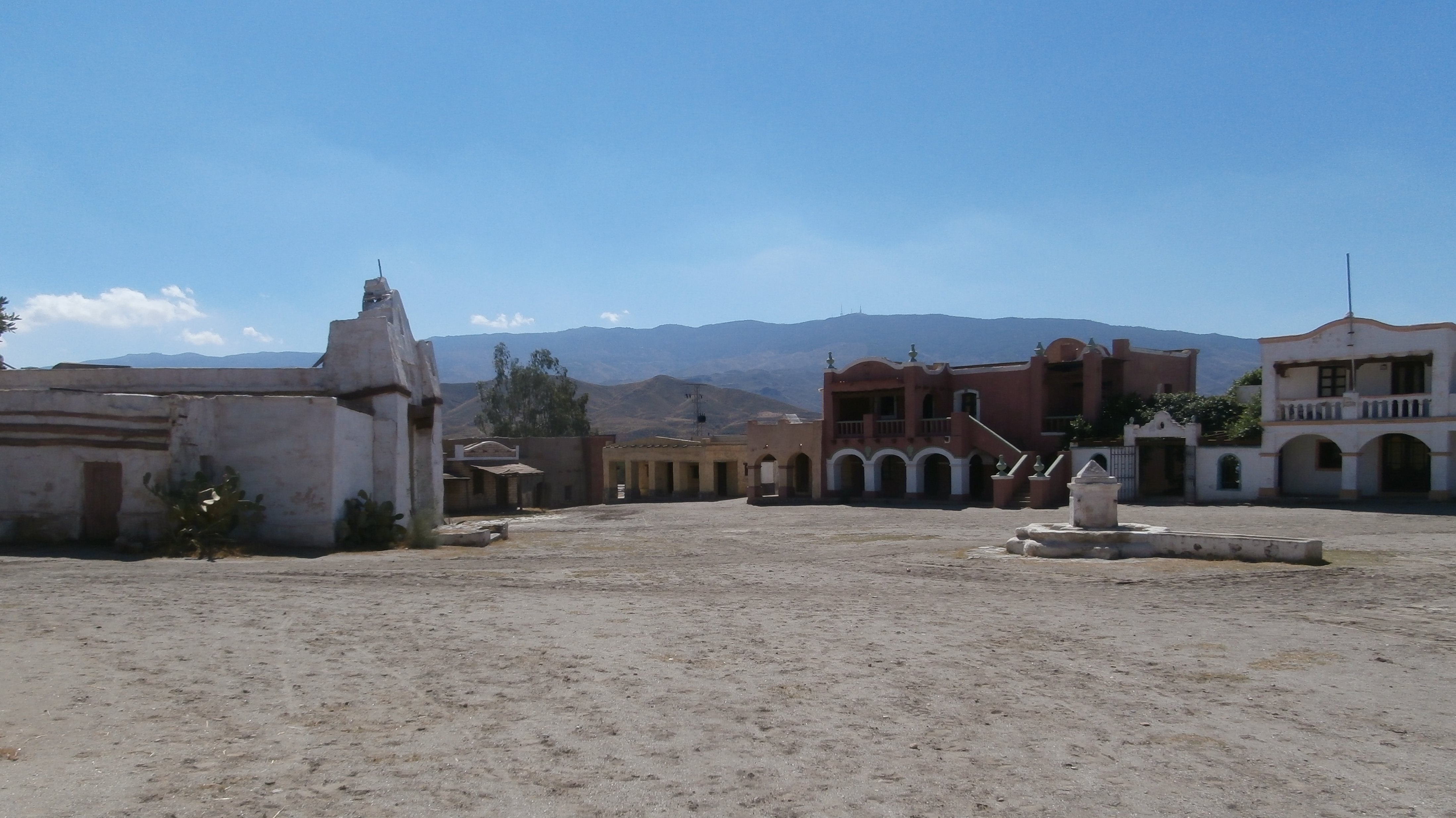
Pueblo Spanish et Texas Hollywood

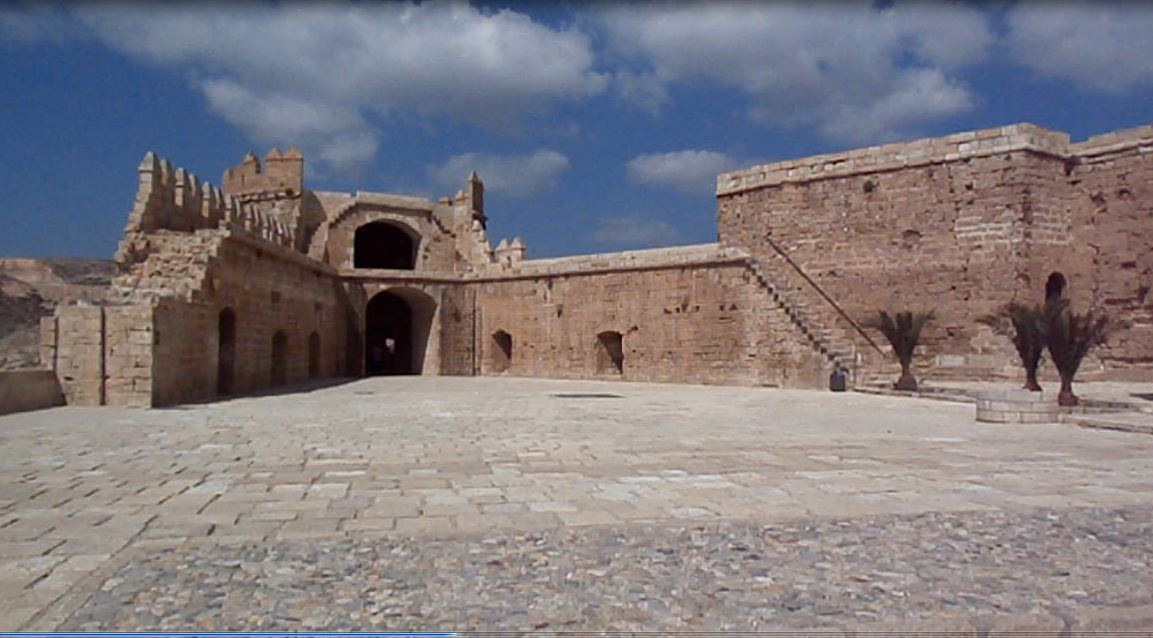
Alcazaba (Almeria) Cour supérieure